# Rally di Monte Carlo 2022
Il Rally di Monte Carlo 2022, ufficialmente denominato 90ème Rallye Automobile de Monte-Carlo, è stata la prima prova del campionato del mondo rally 2022 nonché la novantesima edizione del Rally di Monte Carlo e la quarantaquattresima con valenza mondiale. 

## Riepilogo
La manifestazione si è svolta dal 20 al 23 gennaio sugli asfalti delle Alpi francesi a nord di Monaco, capoluogo dell'omonimo principato, che fu sede designata del rally (non accadeva dall'edizione del 2006) e nel cui porto è stato inoltre allestito il parco assistenza per tutti i concorrenti.
L'evento è stato vinto dal francese Sébastien Loeb, navigato dalla connazionale Isabelle Galmiche, al volante di una Ford Puma Rally1 del team M-Sport Ford WRT, seguiti dall'altra coppia francese formata da Sébastien Ogier e Benjamin Veillas su una Toyota GR Yaris Rally1 della squadra Toyota Gazoo Racing WRT, e da quella irlandese composta da Craig Breen e Paul Nagle, anch'essi su Ford Puma Rally1 del team M-Sport. Loeb conquistò così il suo ottantesimo successo in carriera e l'ottavo a Monte Carlo, raggiungendo proprio Ogier in vetta ai più vittoriosi nel prestigioso appuntamento monegasco; divenne inoltre il pilota più anziano a conquistare un evento del mondiale rally, trionfando all'età di oltre 47 anni. Per Isabelle Galmiche e Benjamin Veillas, entrambi al debutto su vetture della massima categoria, si trattò inoltre del primo podio in carriera, con Veillas chiamato a sostituire Julien Ingrassia, lo storico copilota di Ogier otto volte campione del mondo, il quale si era ritirato dall'attività agonistica al termine della stagione 2021.
I norvegesi Andreas Mikkelsen e Torstein Eriksen, su Škoda Fabia Rally2 Evo della squadra Toksport WRT, hanno invece conquistato il successo nel campionato WRC-2, mentre i finlandesi Sami Pajari ed Enni Mälkönen hanno vinto nella serie WRC-3 alla guida di una Ford Fiesta Rally3.

## Dati della prova
| Denominazione ufficiale             | Rallye Automobile de Monte-Carlo                        |
| Edizione N°                         | 90                                                      |
| Tappa N°                            | 1 di 13                                                 |
| Data manifestazione                 | da giovedì 20/01/2022 a domenica 23/01/2022             |
| Sede ospitante                      | Monaco, Principato di Monaco                            |
| Sede parco assistenza               | Monaco, Principato di Monaco                            |
| Superficie                          | Asfalto/Neve                                            |
| Direttore di gara                   | Alain Pallanca                                          |
| Iscritti                            | 75                                                      |
| Partiti                             | 74                                                      |
| Arrivati                            | 62 (83,8%)                                              |
| Prove speciali                      | 17                                                      |
| Prova più breve                     | 13,49 km (PS4 e PS7: Guillaumes - Péone - Valberg 1)    |
| Prova più lunga                     | 23,25 km (PS2: La Bollène Vésubie - Moulinet)           |
| Prova più lenta                     | velocità media di 86,31 km/h (PS1: Luceram - Lantosque) |
| Prova più veloce                    | velocità media di 110,50 km/h (PS6: Roure - Beuil 2)    |
| Lunghezza prove speciali            | 296,03 km (19,6% della distanza totale)                 |
| Lunghezza complessiva trasferimenti | 1215,44 km                                              |
| Distanza totale                     | 1511,47 km                                              |
| Media oraria del vincitore          | velocità media di 98,38 km/h (296,03 km in 3h00'32"8)   |

## Itinerario
Novità dell'edizione 2022:
- Monaco fu sede designata del rally lungo tutta la durata dell'evento per la prima volta dall'edizione del 2006;
- Il 95% circa delle prove speciali sono totalmente nuove rispetto all'edizione del 2021;
- L'iconica prova del Col de Turini, cancellata lo scorso anno per una tempesta, venne reinserita nel programma e da disputarsi in notturna per la prima volta dal 2013;
- La cerimonia di premiazione si tenne nella Piazza del Casinò, centro nevralgico del noto quartiere di Monte Carlo.

| Frazione            | Prova  | Ora    | Nome                                               | Partenza                                           | Arrivo                                             | Lunghezza | Totale    |
| ------------------- | ------ | ------ | -------------------------------------------------- | -------------------------------------------------- | -------------------------------------------------- | --------- | --------- |
| Frazione 1 (20 gen) | PS1    | 20:18  | Luceram - Lantosque                                | Lucéram                                            | Lantosque                                          | 15,20 km  | 38,45 km  |
| Frazione 1 (20 gen) | PS2    | 21:31  | La Bollène-Vésubie - Moulinet                      | La Bollène-Vésubie                                 | Moulinet                                           | 23,25 km  | 38,45 km  |
| Frazione 1 (20 gen) |        | 23:31  | Assistenza (flexi) – Port Hercule, Monaco (50 min) | Assistenza (flexi) – Port Hercule, Monaco (50 min) | Assistenza (flexi) – Port Hercule, Monaco (50 min) | –         | 38,45 km  |
|                     |        |        |                                                    |                                                    |                                                    |           |           |
| Frazione 2 (21 gen) |        | 07:01  | Assistenza – Port Hercule, Monaco (20 min)         | Assistenza – Port Hercule, Monaco (20 min)         | Assistenza – Port Hercule, Monaco (20 min)         | –         | 97,86 km  |
| Frazione 2 (21 gen) | PS3    | 09:14  | Roure - Beuil 1                                    | Roure                                              | Beuil                                              | 18,33 km  | 97,86 km  |
| Frazione 2 (21 gen) | PS4    | 10:17  | Guillaumes - Péone - Valberg 1                     | Guillaumes                                         | Guillaumes                                         | 13,49 km  | 97,86 km  |
| Frazione 2 (21 gen) | PS5    | 11:35  | Val-de-Chalvagne - Entrevaux 1                     | Entrevaux                                          | Entrevaux                                          | 17,11 km  | 97,86 km  |
| Frazione 2 (21 gen) |        | 12:43  | Cambio gomme – Puget-Théniers                      | Cambio gomme – Puget-Théniers                      | Cambio gomme – Puget-Théniers                      | –         | 97,86 km  |
| Frazione 2 (21 gen) | PS6    | 14:16  | Roure - Beuil 2                                    | Roure                                              | Beuil                                              | 18,33 km  | 97,86 km  |
| Frazione 2 (21 gen) | PS7    | 15:19  | Guillaumes - Péone - Valberg 2                     | Guillaumes                                         | Guillaumes                                         | 13,49 km  | 97,86 km  |
| Frazione 2 (21 gen) | PS8    | 16:37  | Val-de-Chalvagne - Entrevaux 2                     | Entrevaux                                          | Entrevaux                                          | 17,11 km  | 97,86 km  |
| Frazione 2 (21 gen) |        | 18:52  | Assistenza (flexi) – Port Hercule, Monaco (50 min) | Assistenza (flexi) – Port Hercule, Monaco (50 min) | Assistenza (flexi) – Port Hercule, Monaco (50 min) | –         | 97,86 km  |
|                     |        |        |                                                    |                                                    |                                                    |           |           |
| Frazione 3 (22 gen) |        | 05:49  | Assistenza – Port Hercule, Monaco (20 min)         | Assistenza – Port Hercule, Monaco (20 min)         | Assistenza – Port Hercule, Monaco (20 min)         | –         | 92,46 km  |
| Frazione 3 (22 gen) | PS9    | 08:17  | Le Fugeret - Thorame-Haute                         | Le Fugeret                                         | Thorame-Haute                                      | 16,80 km  | 92,46 km  |
| Frazione 3 (22 gen) | PS10   | 10:08  | Saint-Jeannet - Malijai 1                          | Saint-Jeannet                                      | Malijai                                            | 17,04 km  | 92,46 km  |
| Frazione 3 (22 gen) | PS11   | 11:16  | Saint-Geniez - Thoard 1                            | Saint-Geniez                                       | Thoard                                             | 20,79 km  | 92,46 km  |
| Frazione 3 (22 gen) |        | 13:05  | Cambio gomme – Digne-les-Bains                     | Cambio gomme – Digne-les-Bains                     | Cambio gomme – Digne-les-Bains                     | –         | 92,46 km  |
| Frazione 3 (22 gen) | PS12   | 14:08  | Saint-Jeannet - Malijai 2                          | Saint-Jeannet                                      | Malijai                                            | 17,04 km  | 92,46 km  |
| Frazione 3 (22 gen) | PS13   | 15:16  | Saint-Geniez - Thoard 2                            | Saint-Geniez                                       | Thoard                                             | 20,79 km  | 92,46 km  |
| Frazione 3 (22 gen) |        | 19:11  | Assistenza (flexi) – Port Hercule, Monaco (50 min) | Assistenza (flexi) – Port Hercule, Monaco (50 min) | Assistenza (flexi) – Port Hercule, Monaco (50 min) | –         | 92,46 km  |
|                     |        |        |                                                    |                                                    |                                                    |           |           |
| Frazione 4 (23 gen) |        | 06:37  | Assistenza – Port Hercule, Monaco (20 min)         | Assistenza – Port Hercule, Monaco (20 min)         | Assistenza – Port Hercule, Monaco (20 min)         | –         | 67,26 km  |
| Frazione 4 (23 gen) | PS14   | 08:45  | La Penne - Collongues 1                            | La Penne                                           | Les Mujouls                                        | 19,37 km  | 67,26 km  |
| Frazione 4 (23 gen) | PS15   | 10:08  | Briançonnet - Entrevaux 1                          | Briançonnet                                        | Entrevaux                                          | 14,26 km  | 67,26 km  |
| Frazione 4 (23 gen) | PS16   | 10:53  | La Penne - Collongues 2                            | La Penne                                           | Les Mujouls                                        | 19,37 km  | 67,26 km  |
| Frazione 4 (23 gen) | PS17   | 12:18  | Briançonnet - Entrevaux 2 (power stage)            | Briançonnet                                        | Entrevaux                                          | 14,26 km  | 67,26 km  |
| Totale              | Totale | Totale | Totale                                             | Totale                                             | Totale                                             | Totale    | 296,03 km |

## Risultati

### Classifica
| Pos.      | Nº       | Pilota            | Co-pilota              | Auto                   | Squadra                    | Classe/Validità | Tempo     | Distacco | Punti    |
| Generale  | Generale | Generale          | Generale               | Generale               | Generale                   | Generale        | Generale  | Generale | Generale |
| --------- | -------- | ----------------- | ---------------------- | ---------------------- | -------------------------- | --------------- | --------- | -------- | -------- |
| 1.        | 19       | Sébastien Loeb    | Isabelle Galmiche      | Ford Puma Rally1       | M-Sport Ford WRT           | WRC             | 3h00'32"8 | –        | 27       |
| 2.        | 1        | Sébastien Ogier   | Benjamin Veillas       | Toyota GR Yaris Rally1 | Toyota Gazoo Racing WRT    | WRC             | 3h00'43"3 | +10"5    | 19       |
| 3.        | 42       | Craig Breen       | Paul Nagle             | Ford Puma Rally1       | M-Sport Ford WRT           | WRC             | 3h02'12"6 | +1'39"8  | 15       |
| 4.        | 69       | Kalle Rovanperä   | Jonne Halttunen        | Toyota GR Yaris Rally1 | Toyota Gazoo Racing WRT    | WRC             | 3h02'49"0 | +2'16"2  | 17       |
| 5.        | 44       | Gus Greensmith    | Jonas Andersson        | Ford Puma Rally1       | M-Sport Ford WRT           | WRC             | 3h07'06"2 | +6'33"4  | 10       |
| 6.        | 11       | Thierry Neuville  | Martijn Wydaeghe       | Hyundai i20 N Rally1   | Hyundai Shell Mobis WRT    | WRC             | 3h08'15"4 | +7'42"6  | 11       |
| 7.        | 20       | Andreas Mikkelsen | Torstein Eriksen       | Škoda Fabia Rally2 Evo | Toksport WRT               | WRC-2           | 3h12'06"6 | +11'33"8 | 6        |
| 8.        | 18       | Takamoto Katsuta  | Aaron Johnston         | Toyota GR Yaris Rally1 | Toyota Gazoo Racing WRT NG | WRC             | 3h12'57"5 | +12'24"7 | 4        |
| 9.        | 27       | Erik Cais         | Petr Těšínský          | Ford Fiesta Rally2     | Yacco ACCR Team            | WRC-2           | 3h13'02"0 | +12'29"2 | 2        |
| 10.       | 22       | Nikolaj Grjazin   | Konstantin Aleksandrov | Škoda Fabia Rally2 Evo | Toksport WRT 2             | WRC-2           | 3h14'14"1 | +13'41"3 | 1        |
| ...       | ...      | ...               | ...                    | ...                    | ...                        | ...             | ...       | ...      | ...      |
| 21.       | 33       | Elfyn Evans       | Scott Martin           | Toyota GR Yaris Rally1 | Toyota Gazoo Racing WRT    | WRC             | 3h23'43"3 | +23'10"5 | 4        |
| WRC-2     |          |                   |                        |                        |                            |                 |           |          |          |
| 1. (7.)   | 20       | Andreas Mikkelsen | Torstein Eriksen       | Škoda Fabia Rally2 Evo | Toksport WRT               | WRC-2           | 3h12'06"6 | –        | 26       |
| 2. (9.)   | 27       | Erik Cais         | Petr Těšínský          | Ford Fiesta Rally2     | Yacco ACCR Team            | WRC-2           | 3h13'02"0 | +55"4    | 18       |
| 3. (10.)  | 22       | Nikolaj Grjazin   | Konstantin Aleksandrov | Škoda Fabia Rally2 Evo | Toksport WRT 2             | WRC-2           | 3h14'14"1 | +2'07"5  | 15       |
| 4. (11.)  | 26       | Sean Johnston     | Alexander Kihurani     | Citroën C3 Rally2      | Saintéloc Junior Team      | WRC-2           | 3h15'15"3 | +3'08"7  | 12       |
| 5. (12.)  | 28       | Grégoire Munster  | Louis Louka            | Hyundai i20 N Rally2   | -                          | WRC-2           | 3h15'20"8 | +3'14"2  | 12       |
| 6. (13.)  | 23       | Yohan Rossel      | Benjamin Boulloud      | Citroën C3 Rally2      | PH Sport                   | WRC-2           | 3h15'34"9 | +3'28"3  | 11       |
| 7. (14.)  | 25       | Chris Ingram      | Ross Whittock          | Škoda Fabia Rally2 Evo | -                          | WRC-2           | 3h15'53"2 | +3'46"6  | 6        |
| 8. (17.)  | 34       | Mauro Miele       | Luca Beltrame          | Škoda Fabia R5         | -                          | WRC-2           | 3h21'05"3 | +8'58"7  | 4        |
| 9. (20.)  | 31       | Olivier Burri     | Anderson Levratti      | Volkswagen Polo GTI R5 | -                          | WRC-2           | 3h23'25"8 | +11'19"2 | 2        |
| 10. (24.) | 30       | Freddy Loix       | Pieter Tsjoen          | Škoda Fabia Rally2 Evo | -                          | WRC-2           | 3h25'05"1 | +12'58"5 | 1        |
| WRC-3     |          |                   |                        |                        |                            |                 |           |          |          |
| 1. (22.)  | 41       | Sami Pajari       | Enni Mälkönen          | Ford Fiesta Rally3     | -                          | WRC-3           | 3h24'39"2 | –        | 25       |
| 2. (23.)  | 45       | Jan Černý         | Petr Černohorský       | Ford Fiesta Rally3     | -                          | WRC-3           | 3h24'46"8 | +7"6     | 18       |
| 3. (40.)  | 43       | Enrico Brazzoli   | Manuel Fenoli          | Ford Fiesta Rally3     | -                          | WRC-3           | 3h43'55"2 | +19'16"0 | 15       |

| Principali ritiri | Principali ritiri | Principali ritiri | Principali ritiri | Principali ritiri    | Principali ritiri       | Principali ritiri | Principali ritiri                | Principali ritiri |
| PS                | Nº                | Pilota            | Copilota          | Auto                 | Squadra                 | Classe            | Causa                            | Pos. rit.         |
| ----------------- | ----------------- | ----------------- | ----------------- | -------------------- | ----------------------- | ----------------- | -------------------------------- | ----------------- |
| PS 3              | 16                | Adrien Fourmaux   | Alexandre Coria   | Ford Puma Rally1     | M-Sport Ford WRT        | WRC               | Incidente                        | 4º                |
| PS 5              | 24                | Eric Camilli      | Yannick Roche     | Citroën C3 Rally2    | Saintéloc Junior Team   | WRC-2             | Rottura meccanica                | 19º               |
| PS 10             | 54                | Stéphane Lefebvre | Andy Malfoy       | Citroën C3 Rally2    | DG Sport Compétition    | WRC-2             | Incidente                        | 17º               |
| PS 12             | 8                 | Ott Tänak         | Martin Järveoja   | Hyundai i20 N Rally1 | Hyundai Shell Mobis WRT | WRC               | Sprovvisto della ruota di scorta | 7º                |
| PS 15             | 2                 | Oliver Solberg    | Elliott Edmondson | Hyundai i20 N Rally1 | Hyundai Shell Mobis WRT | WRC               | Fumo nell'abitacolo              | 44º               |

Legenda

Pos. = posizione; Nº = numero di gara; PS = prova speciale; Pos. rit. = posizione detenuta prima del ritiro.
| Icona   | Note                                                                                     |
| ------- | ---------------------------------------------------------------------------------------- |
| WRC     | Equipaggio di classe Rally1 che può conquistare punti per il campionato costruttori.     |
| WRC     | Equipaggio di classe Rally1 che non può conquistare punti per il campionato costruttori. |
| WRC-2   | Equipaggio di classe RC2 registrato al campionato WRC-2.                                 |
| WRC-3   | Equipaggio di classe RC3 registrato al campionato WRC-3.                                 |
| WRC-3 J | Equipaggio di classe RC3 registrato al campionato WRC-3 Junior.                          |
|         | Ulteriori classificazioni                                                                |

### Prove speciali
| Frazione            | Prova | Ora   | Nome                                    | Lunghezza | Vincitori                         | Tempo   | Velocità media | Leader del rally                 |
| ------------------- | ----- | ----- | --------------------------------------- | --------- | --------------------------------- | ------- | -------------- | -------------------------------- |
| Frazione 1 (20 gen) | PS1   | 20:18 | Luceram - Lantosque                     | 15,20 km  | Sébastien Ogier Benjamin Veillas  | 10'34"0 | 86,31 km/h     | Sébastien Ogier Benjamin Veillas |
| Frazione 1 (20 gen) | PS2   | 21:31 | La Bollène-Vésubie - Moulinet           | 23,25 km  | Sébastien Ogier Benjamin Veillas  | 15'14"4 | 91,54 km/h     | Sébastien Ogier Benjamin Veillas |
|                     |       |       |                                         |           |                                   |         |                |                                  |
| Frazione 2 (21 gen) | PS3   | 09:14 | Roure - Beuil 1                         | 18,33 km  | Sébastien Loeb Isabelle Galmiche  | 10'08"9 | 108,37 km/h    | Sébastien Ogier Benjamin Veillas |
| Frazione 2 (21 gen) | PS4   | 10:17 | Guillaumes - Péone - Valberg 1          | 13,49 km  | Sébastien Loeb Isabelle Galmiche  | 7'40"1  | 105,55 km/h    | Sébastien Ogier Benjamin Veillas |
| Frazione 2 (21 gen) | PS5   | 11:35 | Val-de-Chalvagne - Entrevaux 1          | 17,11 km  | Sébastien Loeb Isabelle Galmiche  | 10'56"8 | 93,82 km/h     | Sébastien Loeb Isabelle Galmiche |
| Frazione 2 (21 gen) | PS6   | 14:16 | Roure - Beuil 2                         | 18,33 km  | Sébastien Loeb Isabelle Galmiche  | 9'57"2  | 110,50 km/h    | Sébastien Loeb Isabelle Galmiche |
| Frazione 2 (21 gen) | PS7   | 15:19 | Guillaumes - Péone - Valberg 2          | 13,49 km  | Gus Greensmith Jonas Andersson    | 7'31"9  | 107,47 km/h    | Sébastien Loeb Isabelle Galmiche |
| Frazione 2 (21 gen) | PS8   | 16:37 | Val-de-Chalvagne - Entrevaux 2          | 17,11 km  | Sébastien Ogier Benjamin Veillas  | 10'31"6 | 97,52 km/h     | Sébastien Loeb Isabelle Galmiche |
|                     |       |       |                                         |           |                                   |         |                |                                  |
| Frazione 3 (22 gen) | PS9   | 08:17 | Le Fugeret - Thorame-Haute              | 16,80 km  | Elfyn Evans Scott Martin          | 9'12"8  | 109,41 km/h    | Sébastien Loeb Isabelle Galmiche |
| Frazione 3 (22 gen) | PS10  | 10:08 | Saint-Jeannet - Malijai 1               | 17,04 km  | Sébastien Ogier Benjamin Veillas  | 9'26"4  | 108,31 km/h    | Sébastien Ogier Benjamin Veillas |
| Frazione 3 (22 gen) | PS11  | 11:16 | Saint-Geniez - Thoard 1                 | 20,79 km  | Sébastien Ogier Benjamin Veillas  | 14'17"1 | 87,32 km/h     | Sébastien Ogier Benjamin Veillas |
| Frazione 3 (22 gen) | PS12  | 14:08 | Saint-Jeannet - Malijai 2               | 17,04 km  | Kalle Rovanperä Jonne Halttunen   | 9'23"8  | 108,80 km/h    | Sébastien Ogier Benjamin Veillas |
| Frazione 3 (22 gen) | PS13  | 15:16 | Saint-Geniez - Thoard 2                 | 20,79 km  | Kalle Rovanperä Jonne Halttunen   | 14'14"6 | 87,58 km/h     | Sébastien Ogier Benjamin Veillas |
|                     |       |       |                                         |           |                                   |         |                | Sébastien Ogier Benjamin Veillas |
| Frazione 4 (23 gen) | PS14  | 08:45 | La Penne - Collongues 1                 | 19,37 km  | Sébastien Loeb Isabelle Galmiche  | 11'27"9 | 101,37 km/h    | Sébastien Ogier Benjamin Veillas |
| Frazione 4 (23 gen) | PS15  | 10:08 | Briançonnet - Entrevaux 1               | 14,26 km  | Thierry Neuville Martijn Wydaeghe | 8'50"4  | 96,79 km/h     | Sébastien Ogier Benjamin Veillas |
| Frazione 4 (23 gen) | PS16  | 10:53 | La Penne - Collongues 2                 | 19,37 km  | Sébastien Loeb Isabelle Galmiche  | 11'21"0 | 102,40 km/h    | Sébastien Loeb Isabelle Galmiche |
| Frazione 4 (23 gen) | PS17  | 12:18 | Briançonnet - Entrevaux 2 (power stage) | 14,26 km  | Kalle Rovanperä Jonne Halttunen   | 8'35"8  | 99,53 km/h     | Sébastien Loeb Isabelle Galmiche |

### Power stage
PS17: Briançonnet - Entrevaux 2 di 14,26 km, disputatasi domenica 23 gennaio 2022 alle ore 12:18 (UTC+1).
| Pos. | Nº | Pilota           | Copilota          | Auto                   | Squadra                 | Classe | Tempo  | Distacco | PP | PC |
| ---- | -- | ---------------- | ----------------- | ---------------------- | ----------------------- | ------ | ------ | -------- | -- | -- |
| 1    | 69 | Kalle Rovanperä  | Jonne Halttunen   | Toyota GR Yaris Rally1 | Toyota Gazoo Racing WRT | Rally1 | 8'35"8 | –        | 5  | 5  |
| 2    | 33 | Elfyn Evans      | Scott Martin      | Toyota GR Yaris Rally1 | Toyota Gazoo Racing WRT | Rally1 | 8'36"7 | +0"8     | 4  | 4  |
| 3    | 11 | Thierry Neuville | Martijn Wydaeghe  | Hyundai i20 N Rally1   | Hyundai Shell Mobis WRT | Rally1 | 8'38"4 | +2"5     | 3  | 3  |
| 4    | 19 | Sébastien Loeb   | Isabelle Galmiche | Ford Puma Rally1       | M-Sport Ford WRT        | Rally1 | 8'42"8 | +6"9     | 2  | 2  |
| 5    | 1  | Sébastien Ogier  | Benjamin Veillas  | Toyota GR Yaris Rally1 | Toyota Gazoo Racing WRT | Rally1 | 8'43"8 | +8"0     | 1  | -  |

Legenda:

Pos.= Posizione; Nº = Numero di gara; PP = Punti campionato piloti/copiloti; PC = Punti campionato costruttori.

## Classifiche mondiali
Classifica piloti
| Pos. | Pilota            | Punti |
| ---- | ----------------- | ----- |
| 1    | Sébastien Loeb    | 27    |
| 2    | Sébastien Ogier   | 19    |
| 3    | Kalle Rovanperä   | 17    |
| 4    | Craig Breen       | 15    |
| 5    | Thierry Neuville  | 11    |
| 6    | Gus Greensmith    | 10    |
| 7    | Andreas Mikkelsen | 6     |
| 8    | Takamoto Katsuta  | 4     |
| 9    | Elfyn Evans       | 4     |
| 10   | Erik Cais         | 2     |
| 11   | Nikolaj Grjazin   | 1     |

Classifica copiloti
| Pos. | Copilota               | Punti |
| ---- | ---------------------- | ----- |
| 1    | Isabelle Galmiche      | 27    |
| 2    | Benjamin Veillas       | 19    |
| 3    | Jonne Halttunen        | 17    |
| 4    | Paul Nagle             | 15    |
| 5    | Martijn Wydaeghe       | 11    |
| 6    | Jonas Andersson        | 10    |
| 7    | Torstein Eriksen       | 6     |
| 8    | Aaron Johnston         | 4     |
| 9    | Scott Martin           | 4     |
| 10   | Petr Těšínský          | 2     |
| 11   | Konstantin Aleksandrov | 1     |

Classifica costruttori WRC
| Pos. | Squadra                    | Punti |
| ---- | -------------------------- | ----- |
| 1    | M-Sport Ford WRT           | 42    |
| 2    | Toyota Gazoo Racing WRT    | 39    |
| 3    | Hyundai Shell Mobis WRT    | 13    |
| 4    | Toyota Gazoo Racing WRT NG | 8     |

Legenda:

Pos.= Posizione.